# Luck and Strange
Luck and Strange je páté studiové album britského kytaristy a zpěváka Davida Gilmoura. Vydáno bylo 6. září 2024.

## Popis alba a jeho historie
Album Luck and Strange bylo oznámeno 24. dubna 2024. Nahráno bylo během pěti měsíců v Brightonu a Londýně pod producentským dohledem Davida Gilmoura a Charlieho Andrewa. Většinu hudby napsal sám Gilmour, většinu textů jeho manželka Polly Samson. Podle ní slova reflektují témata stárnutí a smrtelnosti člověka. Přebal alba vytvořil Anton Corbijn. K dalším hudebníkům na desce patří baskytaristé Guy Pratt a Tom Herbert, bubeníci Adam Betts, Steve Gadd a Steve DiStanislao a klávesisté Rob Gentry a Roger Eno. Smyčcové a sborové aranžmá pochází od Willa Gardnera. V titulní skladbě hraje také klávesista Richard Wright; jedná se o záznam z jam session z Gilmourovy stodoly z roku 2007. Gilmourova dcera Romany hraje na albu na harfu a zpívá ve skladbě „Between Two Points“ (přepracovaná píseň od skupiny The Montgolfier Brothers), syn Gabriel zpívá doprovodné vokály a syn Charlie se podílel na textu písně „Scattered“.
První singl „The Piper's Call“ byl vydán 25. dubna 2024, ve světové premiéře nejprve zazněl během pořadu Breakfast Show na rozhlasové stanici BBC Radio 2. Videoklip k písni byl na YouTube zveřejněn o den později. Druhý singl „Between Two Points“ byl i videoklipem vydán na YouTube 17. června 2024, třetí singl „Dark and Velvet Nights“ s videoklipem 9. srpna 2024.
Na vydání alba navázal koncertním turné v Evropě a USA, probíhajícím od konce září do první poloviny listopadu 2024.

## Seznam skladeb
| Pořadí         | Název                  | Hudba          | Text                        | Délka |
| -------------- | ---------------------- | -------------- | --------------------------- | ----- |
| 1.             | Black Cat              | Gilmour        | instrumentální              | 1:16  |
| 2.             | Luck and Strange       | Gilmour        | Samson                      | 6:54  |
| 3.             | The Piper's Call       | Gilmour        | Samson                      | 5:15  |
| 4.             | A Single Spark         | Gilmour        | Samson                      | 6:02  |
| 5.             | Vita Brevis            | Gilmour        | instrumentální              | 0:46  |
| 6.             | Between Two Points     | Tranmer        | Quigley                     | 5:46  |
| 7.             | Dark and Velvet Nights | Gilmour        | Samson                      | 4:41  |
| 8.             | Sings                  | Gilmour        | Samson                      | 5:15  |
| 9.             | Scattered              | Gilmour        | Gilmour, C. Gilmour, Samson | 7:26  |
| Celková délka: | Celková délka:         | Celková délka: | Celková délka:              | 43:21 |

| Bonusové skladby na CD a BD | Bonusové skladby na CD a BD          | Bonusové skladby na CD a BD | Bonusové skladby na CD a BD | Bonusové skladby na CD a BD |
| Pořadí                      | Název                                | Hudba                       | Text                        | Délka                       |
| --------------------------- | ------------------------------------ | --------------------------- | --------------------------- | --------------------------- |
| 10.                         | Yes, I Have Ghosts                   | Gilmour                     | Samson                      |                             |
| 11.                         | Luck and Strange (original Barn Jam) | Gilmour                     | instrumentální              |                             |

| Bonusové skladby na BD | Bonusové skladby na BD      | Bonusové skladby na BD | Bonusové skladby na BD | Bonusové skladby na BD |
| Pořadí                 | Název                       | Hudba                  | Text                   | Délka                  |
| ---------------------- | --------------------------- | ---------------------- | ---------------------- | ---------------------- |
| 12.                    | A Single Spark (Orchestral) | Gilmour                | instrumentální         |                        |
| 13.                    | Scattered (Orchestral)      | Gilmour                | instrumentální         |                        |